# Håvard Tvedten
Håvard Tvedten (Flekkefjord, Vest-Agder, Noruega, 29 de junio de 1978) es un jugador de balonmano noruego. Juega en la posición de extremo izquierdo. Mide 1,82 metros y pesa 86 kg.

## Equipos
- Stord IL  (1998 - 2002)
- Aalborg Håndbold (2002 - 2006)
- BM Ciudad de Logroño (2006 - 2008)
- BM Valladolid (2008 - 2011)
- Aalborg Håndbold (2011 - 2016)

## Palmarés
- 1 Recopa de Europa (2008/09)